# Annagrazia Calabria
Annagrazia Costanza Calabria (Nueva York, 6 de mayo de 1982) es una abogada y política italiana. Afiliada al partido conservador Forza Italia, entre 2008 y 2022 se desempeñó como diputada de la República.

## Estudios
Después de estudiar derecho en la LUISS Guido Carli, fue pasante en el bufete de abogados Allen & Overy en Roma.

## Carrera
En las elecciones administrativas de 2001, a la edad de 19 años, se postuló para concejal por el municipio de Roma, apareciendo en la lista "Roma Nostra" en apoyo a la candidatura de Antonio Tajani como alcalde de Roma, obteniendo solo 135 votos de preferencia.
El 17 de diciembre de 2010 fue nombrada coordinadora de Italia Joven, la rama juvenil del PdL.

## Ideología
En 2020, se mostró en contra de la ley que intentaba castigar y censurar las posturas en contra de la homosexualidad, argumentando que: «Existe un grave riesgo de que se transforme en el crimen de opinión, limitando la libertad de expresión en favor de una especie de pensamiento único. La aplicación de las normas propuestas esconde enormes riesgos y escollos: detrás de los supuestos fines educativos hay una clara ideología».

## Familia
Es hija del ex director financiero de Leonardo-Finmeccanica, Luigi Calabria, y sobrina del ex director internacional de fusiones y adquisiciones de Merrill Lynch, Carlo Calabria. Su madre, Cynthia Alfonsi, es coordinadora regional de la organización de mujeres de Forza Italia desde la década de 1990.

## Resultados electorales

### Cámara de Diputados de Italia
|  | 41,37 % |

|  | 24,22 % |

|  | 34,18 % |

|  | 32,70 % |

### Cámara de Senadores de Italia
| 2022 | Lazio 1 | FI |  |  | No electa | 1,215,542 | \| \| 44,84 % \| | 6/12 | [ 7 ] |
|      | 44,84 % |    |  |  |           |           |                  |      |       |